# Déjà vu (film, 1987)
Pour les articles homonymes, voir Déjà vu (homonymie).
Pour plus de détails, voir Fiche technique et Distribution.
Déjà vu (Već vidjeno) est un film yougoslave réalisé par Goran Marković, sorti en 1987.

## Fiche technique
- Titre original : Već vidjeno
- Titre français : Déjà vu
- Réalisation et scénario : Goran Marković
- Costumes : Jasminka Jesić
- Photographie : Živko Zalar
- Montage : Snezana Ivanović
- Musique : Zoran Simjanović
- Pays d'origine : Yougoslavie
- Langue originale : serbe, espéranto
- Format : Couleurs - 35 mm - Mono
- Genre : drame, horreur
- Durée : 102 minutes
- Date de sortie : 1987

## Distribution
- Mustafa Nadarević : Mihailo
- Anica Dobra : Olgica
- Milorad Mandić : Zoran
- Bogdan Diklić (sr) : professeur Esperanta
- Dusan Kostovski : directeur
- Gordana Gadzic : la mère de Mihailov
- Vladimir Jevtović : le père de Mihailov
- Petar Božović  : Stole
- Bata Paskaljević : le père de Olgica

## Récompenses
- Festival du film de Pula 1987 :
  - Grande Arène d'or du meilleurs film
  - meilleur réalisateur
  - meilleure actrice pour Anica Dobra
  - meilleur acteur dans un second rôle pour Petar Božović
  - meilleur maquillage